# Mansiri Lopsikréo
 (mai 2024).
Mansiri Lopsikréo, né le 29 décembre 1982 à N’Djamena, est candidat nº 6 à l'élection présidentielle du 6 mai 2024 au Tchad.

## Biographie
Mansiri Lopsikréo a un master en Ingénierie de l’équipement rural de l’université d’Abu de Zaria du Nigeria. Il fut en 2006, le président de l’Undr de Saleh Kebzabo, dans le Logone occidental pendant  deux (2) ans avant de quitter la scène politique pour se consacrer à ses études en 2010.  
Il était chef de mission au Cabinet SSC/ProPAD, directeur technique de Groupe AFRO du Maroc représentation du Tchad, directeur d’aménagement et sécurité de Système Agro-Sylvo Pastorale et Halieutique à l’ANADER au Tchad, coordonnateur du Groupement : SCP-MCG-SSC au Tchad, Il a également occupé le poste de conseiller technique à la Compagnie Angélique International au Tchad, au Cameroun et au Bénin de 2015 à 2017. Il a quitté le parti Alwassat  pour fonder Les Élites en 2022. il vient d'être nommé Conseiller Spécial du Premier Ministre du Tchad ce 11 juin 2025. 